# 玛丽亚·克里斯蒂娜桥

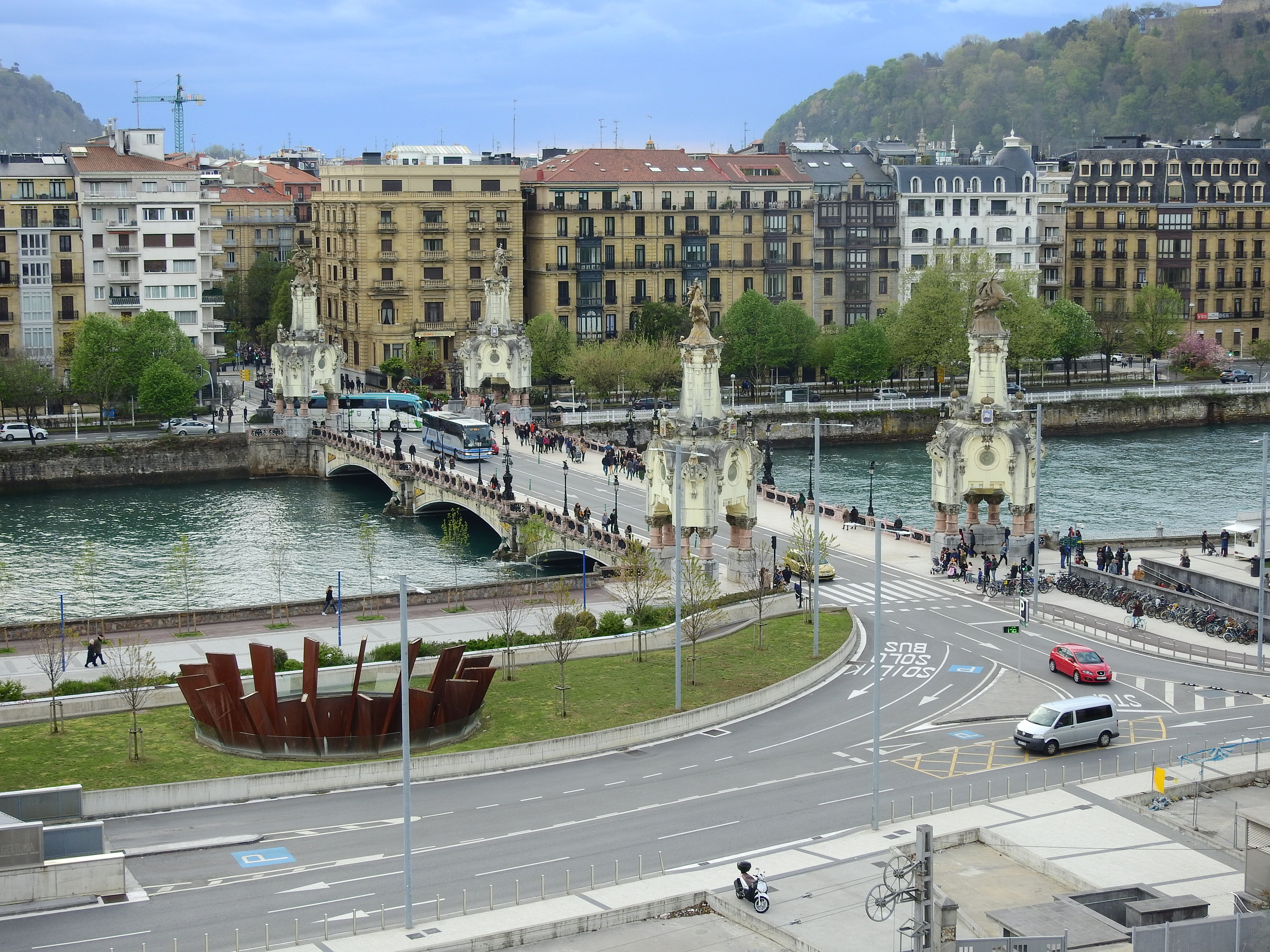
玛丽亚·克里斯蒂娜桥

玛丽亚·克里斯蒂娜桥是西班牙巴斯克自治区城市圣塞瓦斯蒂安的一座桥，跨烏魯梅阿河（Urumea）。
1905年1月20日，圣巴斯弟盎庆节，该桥举行了通车典礼。
43°19′02″N 1°58′42″W / 43.3173°N 1.9783°W